# Eravisci

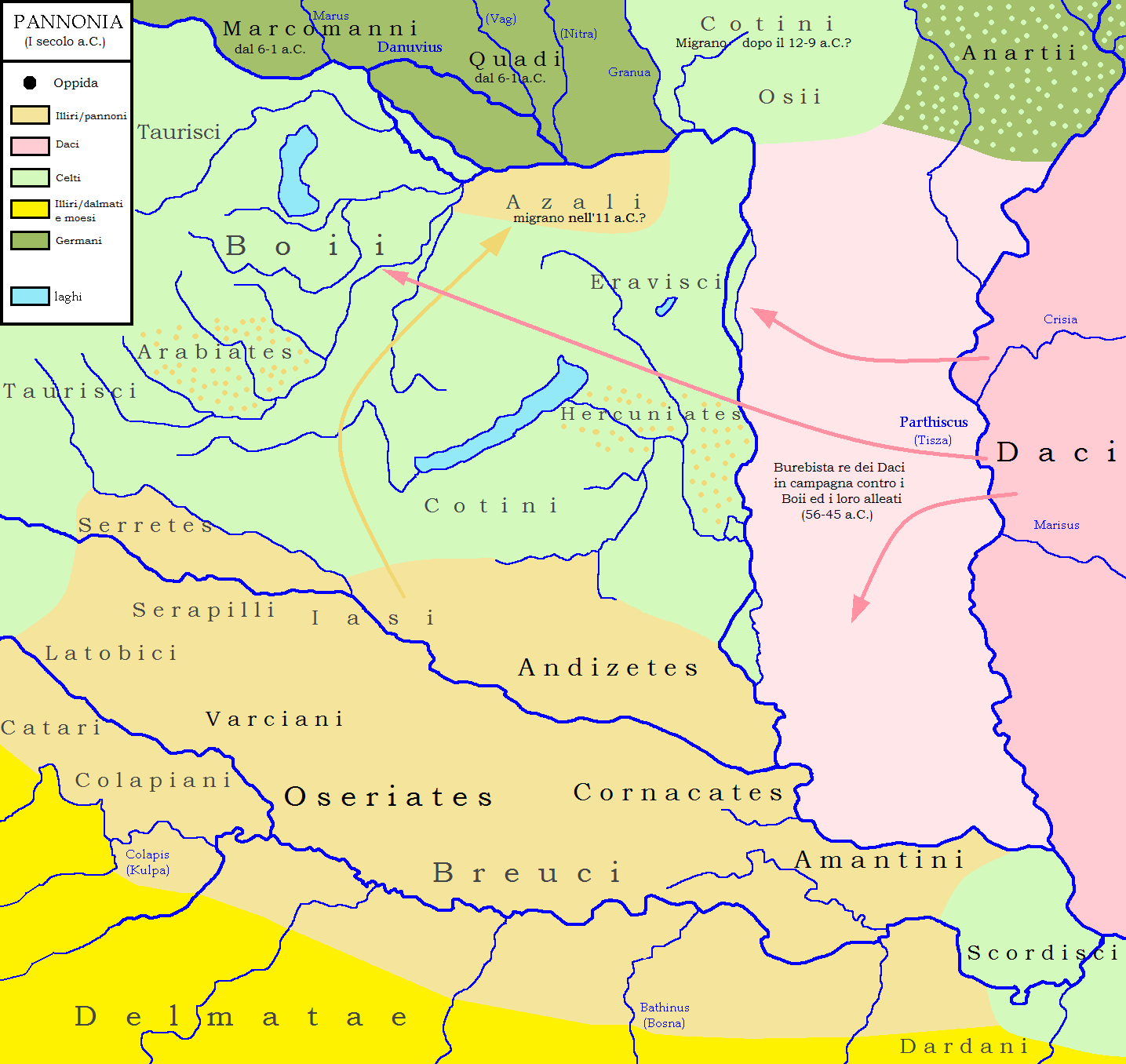
Popoarele din Panonia.

Eraviscii au fost un trib celtic din Panonia, pe teritoriul Ungariei de azi. Centrul tribului se presupune că a fost pe dealul Gellért în Budapesta de azi.. Acolo au fondat așezarea Ak-ink (“Apa din abundenta”), numită așa din cauza numărului mare de izvoare termale din zonă.

## Istorie
Triburile celtice ale eraviscilor s-au stabilit în regiunea de vest a Panoniei, în secolul al IV-lea î.Hr..Ei, probabil, au venit din nord și au cucerit zonele care erau anterior locuite de iliri. În zonă au fost găsite numeroase obiecte celtice (săbii de fier, sulițe, inele de gleznă).
În secolul I î.Hr, eraviscii au înființat așezări mari, unele din ele fiind descoperite în satele de-a lungul Dunării, cum are fi "Békasmegyeristä", "Tabánista" și "Nagytéténystä". Au fost descoperite și așezări mici.
Cultura lor a fost influențată de triburile ilire. După anexarea teritoriului de Imperiul Roman în 11 î.Hr., eraviscii și-au pierdut identitatea culturală și au fost asimilați cu timpul. Numele orasului Ak-ink a fost romanizat, devenind Aquincum. Romanii au creat un castru la Aquincum si l-au integrat in frontiera fortificata, numita si limes.